# Magliano Romano
Pour les articles homonymes, voir Magliano.
Magliano Romano est une commune italienne d'environ 1 400 habitants, située dans la ville métropolitaine de Rome Capitale, dans la région Latium, en Italie centrale.

## Administration
| Période                                  | Période | Identité | Étiquette | Qualité |
| ---------------------------------------- | ------- | -------- | --------- | ------- |
|                                          |         |          |           |         |
| Les données manquantes sont à compléter. |         |          |           |         |

### Communes limitrophes
Calcata, Campagnano di Roma, Castelnuovo di Porto, Mazzano Romano, Morlupo, Rignano Flaminio, Sacrofano